# Варда
 Тази статия е за византийския политик.  За френската режисьорка вижте Анес Варда.  
Варда Мамиконян (на гръцки: Βάρδας; Bardas Mamikonian; † 21 април 866 г.) е регент г. на византийския император Михаил III от 856 г. до 866 г.
Той е син на друнгарият Марин Мамиконян и Теоктиста Флорина; брат е на императрица Теодора, съпругата на император Теофил, на Петрон, Каломария, София и Ирина, която се омъжва за брата на патриарх Фотий.
Фамилията му произхожда от арменската династия Мамиконян.
През 837 г. Теофил го прави патриций и го изпраща с генерал Теофоб в Абхазия, да се бие с мюсюлмани.
След смъртта на Теофил на трона се качва младият Михаил III (имп. 842-867). По време на неговата малолетност Византия се управлява от неговата майка Теодора, която изоставя с възпитанието на сина си. Михаил попада под влиянието на неговия чичо Варда, който през 857 г. му влияе да изпрати майка си Теодора в манастир, за да взема той лично властта.
Варда оправдава узурпацията си, като прави вътрешни реформи, а Михаил взема активно участие в походите. Михаил дава следните длъжности на чичо си: хартуларий на каниклея, магистър, доместик на схолите и през 862 г. ранг Цезар.
През 849 г. имперският регент Варда официално провъзгласява Магнаурската школа за университет. През 858 г. участва в изпращането на Кирил и Методий за Великоморавия. Варда участва в християнизацията на България.
През 866 г. влиянието на Варда е прекратено от бившия чирак в конюшните Василий, който сам участва в управлението и след една година убива Михаил III и се качва на трона като Василий I .
Варда е женен два пъти. От неизвестната му по име първа съпруга има двама сина и една дъщеря. Синовете му имат висока позиция във войската, единият става доместик на схолите, другият е  стратег. През 855 г. Варда се жени втори път за Теододия.